# Skeleton na Zimskih olimpijskih igrah 2002
Tekmovanja iz skeletona na XIX. zimskih olimpijskih igrah so potekala 20. februarja.

### Moški
| Medalja | Tekmovalec          | Čas     |
| Zlato   | Jim Shea (ZDA)      | 1:41.96 |
| Srebro  | Martin Rettl (AVT)  | 1:42.01 |
| Bron    | Gregor Stähli (ŠVI) | 1:42.15 |

### Ženske
| Medalja | Tekmovalka            | Čas     |
| Zlato   | Tristan Gale (ZDA)    | 1:45.11 |
| Srebro  | Lea Ann Parsley (ZDA) | 1:45.21 |
| Bron    | Alex Coomber (VBR)    | 1:45.37 |